# Global Gaming Factory
Global Gaming Factory X AB (Aktietorget: GGF[delisted] Archivado el 17 de febrero de 2012 en Wayback Machine.) es una compañía de software y publicidad con sede en Suecia que se basa en los cibercafés y salas de juego como medio. Global Gaming Factory X utiliza Smartlaunch y CyberCafePro's instaladas en la base de café de gestión en miles de cibercafés y centros de juego en todo el mundo para distribución digital de publicidad, software y servicios para los grandes grupos de turistas en los cafés de Internet y la comunidad de jugadores en sitios de juegos.
El 30 de junio de 2009, Global Gaming Factory X anunció su intención de comprar el sitio popular cliente BitTorrent The Pirate Bay. También ha anunciado su intención de comprar acciones de la sueca AB P2P Peerialism empresa. Peerialism desarrolla soluciones para la distribución y almacenamiento de datos distribuidos basados en la tecnología P2P nuevo. La operación fue planeada para tener lugar en agosto de 2009. Debido a los problemas de los compradores financieros, el sitio no se vendió.
Una semana antes del anuncio, la negociación de acciones de GGF fue cerrado después de un incremento inusualmente grande en el volumen de las operaciones. La compañía se sospecha de abuso de información privilegiada.